# Йонсан (район)
Йонсан (кор. 용산구?, 龍山區?, новая романизация: Yongsan-gu) — один из центральных административных районов в центре Сеула (Республика Корея). Имеет статус самоуправления.

## Название
Существует две точки зрения относительно источника происхождения современного названия района. По одной версии, первое упоминание названия «Йонсан» («Ёнсан») встречается в легенде о двух драконах («ён» (кор. 용) означает «дракон»), появлявшихся над рекой Ханган в период государства Пэкче. Согласно другой версии, окружающие местность горы были названы драконовыми («ён» — «дракон», «сан» (кор. 산) — «гора», «ёнсан/йонсан» — «Драконовые горы») потому, что их расположение и форма напоминали расположившегося на земле дракона.
В 1896 году, когда район впервые был выделен для отдельного управления, он носил название Йонсанбан (кор. 용산방, англ. Yongsanbang), что в переводе означало селение Йонсан. Во время японской оккупации район именовался как Йонсанкуёксо (кор. 용산구역소, англ. Yongsanguyeokso), а название Йонсан получил в октябре 1945 года — вскоре после освобождения от японского колониального гнета.

## Расположение на карте города
С запада, севера и востока район Йонсан окружают соответственно: Мапхо, Чунку и Сондон. Южной границей является река Ханган, на противоположном берегу которой с запада на восток расположились: Йондынпхо, Тонджак, Сочхо и Каннам.

## История
6 октября 1884 года территория среди драконовых гор (Йонсан) была провозглашена зоной, в которой иностранцы могли свободно проживать и вести торговлю. В 1887 году, когда была разрешена свободная миссионерская деятельность, подданные Франции, Китая и Японии начали прибывать в Йонсан для ведения миссионерской и предпринимательской деятельности. В августе 1888 года по Хангану начал совершать пассажирские рейсы пароход, а в 1891 году была построена теологическая школа Ёнсан, которая являлась первой семинарией в Корее и первым зданием, построенном в стиле западной архитектуры.
Административное управление Йонсана берёт своё начало 17 апреля 1896 года. 9 января 1900 года на одной из улиц начали курсировать первые в Корее трамваи. Благодаря этим нововведениям Йонсан вступил в эру модернизации.

## Общая характеристика
В настоящее время районов Йонсан состоит из 20 кварталов (тон).
По состоянию на 30 июня 2008 года общее количество человек, проживавших в 105612 семьях, составляло 236737 человек, из которых мужчин — 116121, женщин — 120616.. В это количество входят 12524 иностранца, среди которых первую по численности группу составляли граждане Китая (3766 человек), вторую группу — граждане Японии (1722 человека), третью — граждане США (1711 человек), и далее в порядке убывания численности: граждане Нигерии (651), Филиппин (586), Германии (327), Великобритании (321), Индии (306), Франции (170), и прочих государств (2964 человека).

## Транспорт
На территории района расположены 12 станций четырёх разных линий метро, помимо этого, через западную часть района проходит одна из главных магистралей, ведущих из южных районов в центр Сеула — Ханган (кор. 한강로). По этой магистрали в южные районы города курсирует огромное количество автобусов, которые благодаря расположенным в центре дороги автобусным линиям, в часы пик способны довозить пассажиров до места назначения быстрее, чем такси и частные автомобили.
Через район проходят линии междугородних автобусов, а также скоростных автобусов-лимузинов, доставляющих пассажиров в международный аэропорт Инчхон.

## Достопримечательности
Как один из центральных районов Сеула, Йонсан обладает множеством объектов, наличие которых обеспечивает району популярность.
Крупным торгово-развлекательным комплексом является здание станции «Йонсан», в котором находятся: продуктовый супермаркет, рынок электронных товаров, кинотеатр, торговые ряды и прочее. Из здания станции к старому зданию рынка электроники Йонсан ведёт крытый мост. На территории, расположенной к западу от станции метро «Синъёнсан» (кор. 신용산, букв. «Новый Йонсан»), находятся несколько крупных торговых центров, торгующих электроникой, оргтехникой и комплектующими. По мере удаления от станции метро цены в торговых центрах имеют тенденцию к снижению.
Другое наиболее известное и притягивающее туристов место — Итхэвон (кор. 이태원, англ. Itaewon), расположенный в восточной части района Йонсан. В районе находится огромное количество фирменных магазинов, всевозможных кафе, ресторанов и питейных заведений, ночных клубов (среди которых есть и клубы с вывесками на русском языке), отели, а также первая в Корее мусульманская мечеть, построенная в 1969 году.
В центре Йонсана, к северу от проспекта Итхэвонно (кор. 이태원로) на площади около 320 гектаров расположена американская военная база Йонсан (кор. 주한미군 용산기지), а напротив неё, прямо через дорогу, — Министерство обороны Республики Корея. В настоящее время (май 2009 года) между министерством обороны Республики Корея и командующим американскими войсками в Южной Корее генералом Уолтером Шарпом ведутся переговоры относительно перевода 2-й пехотной дивизии армии США, расквартированной в г. Ыйчжонбу севернее Сеула, и Ёнсанского гарнизона в г. Пхёнтхэк, находящийся в 50 км к югу от Сеула. Республика Корея рассчитывает осуществить перенос обеих баз в Пхёнтхэк к 2015 году, американское военное командование предлагает завершить передислокацию на год позже.
На севере Йонсана находится гора Намсан, на которой располагается одна из главнейших достопримечательностей Сеула — телевизионная башня NSeoul Tower /N서울 타워).
В южной части Йонсана расположен Семейный парк Йонсан (кор. 용산가족공원, Yongsan Family Park), на территории которого находится Национальный музей Кореи (кор. 국립중앙박물관, National Museum of Korea).
В северо-западной части района находится ещё один парк — Хёчхан (кор. 효창공원, англ. Hyochang park) с одноимённым стадионом (кор. 효창운동장, англ. Hyochang stadium). Рядом с этим парком расположен Женский университет Сукмён, а на востоке района — Университет Тангук.
Также в районе находятся посольства и дипломатические представительства 28 государств.

## Населённые пункты-побратимы
Внутри страны:
- г. Согвипхо, о. Чеджудо (с 1 ноября 1996)[7]
- уезд Танджин, провинция Чхунчхон-Намдо (с 26 августа 2003)[8]
- уезд Йондон, провинция Чхунчхон-Пукто (с 28 августа 2003)[9]
- уезд Тамян, провинция Чолла-Намдо (с 17 сентября 2004)[10]
- уезд Чхонвон, провинция Чхунчхон-Пукто (с 30 ноября 2004)[11]
- г. Чечхон, провинция Чхунчхон-Пукто (с 7 сентября 2007)[12]
- уезд Ыйрён, провинция Кёнсан-Намдо (с 21 мая 2008)[13]

За рубежом:
- район Сюанъу (кит. 宣武区, пиньинь: Xuānwǔ Qū), г. Пекин, Китай (с 24 февраля 1995)[14]
- г. Куинён (вьет. Qui Nhơn), область Чунгбо, Вьетнам (с 26 июня 1997)[15]
- г. Сакраменто, штат Калифорния, США (с 26 августа 1998)[16]
- г. Фергана, Ферганская область, Узбекистан (с 27 октября 2003)[17]
- г. Шаосин (кит. 绍兴, пиньинь: Shàoxīng), провинция Чжэцзян, Китай (с 20 октября 2004)[18]
- г. Вэйхай (кит. 威海, пиньинь: Wēihǎi), провинция Шаньдун, Китай (с 15 июня 2007)[19]